# سانتیاگو ونتورا برتومئو
 سانتیاگو ونتورا برتومئو (انگلیسی: Santiago Ventura Bertomeu؛ زادهٔ ۵ ژانویهٔ ۱۹۸۰) یک تنیس‌باز اهل اسپانیا است. 